# Івченко Віка
Віка Івченко (*грудень 1980, Київ) — українська поетеса та письменниця в діаспорі.

## З біографії
Народилася у грудні 1980 року у Києві. Навчалася в школі. Постраждала від Чорнобильської катастрофи. Лікується в шпиталі в Сейнт-Полі (США).

## Творчість
Авторка поетичних збірок: 
- «У грудні і після» (1990),
- «В декабре и после…» (1991),
- «По чужині» (1992),
- повісті «Бабуся Марія» (1993).

## Інтернет-ресурси
- Вірші Івченко Віки [Архівовано 17 грудня 2012 у Wayback Machine.]
- Альманах «Альтернатива». Литературный журнал. Стихи.
- О поэте Вике Ивченко [Архівовано 18 серпня 2012 у Wayback Machine.]
- Івченко Віка [Архівовано 26 листопада 2012 у Wayback Machine.]
- Івченко Віка Вірші